# Вореп
Ворепп (фр. Voreppe) — коммуна во Франции, находится в регионе Рона — Альпы. Департамент коммуны — Изер. Входит в состав кантона Вуарон. Округ коммуны — Гренобль.
Код INSEE коммуны — 38565. Население коммуны на 2007 год составляло 9 655 человек. Населённый пункт находится на высоте от 185  до 1 702  метров над уровнем моря. Муниципалитет расположен на расстоянии около 470 км юго-восточнее Парижа, 85 км юго-восточнее Лиона, 15 км северо-западнее Гренобля. Мэр коммуны — M. Jean Duchamp, мандат действует на протяжении 2008—2014 гг.
Динамика населения (INSEE):